# Burr Oak (Iowa)
Burr Oak è un census-designated place (CDP) degli Stati Uniti d'America, situato nello stato dell'Iowa, nella contea di Winneshiek.